# Organisation de la Jeunesse Démocratique Unie
L' Organisation de la jeunesse démocratique unie ( grec : Ενιαία Δημοκρατική Οργάνωση Νεολαίας), sous le sigle EDON. elle est l'organe de jeunesse du Parti progressiste des travailleurs (AKEL), un parti politique communiste à Chypriote. Fondé en 1959, il est l'une des deux principales organisations de jeunesses de Chypre et s'oppose au NEDISY, l'organe de jeunesse du parti libéral-conservateur Rassemblement démocratique, au pouvoir depuis 2013.

## Positionnement Politiques
L'organisation soutient une solution fédérale au conflit chypriote. Elle s'oppose au plan Annan et soutient un rapprochement avec les Chypriotes turcs . Elle est adhérente à la Fédération mondiale de la jeunesse démocratique.

## Participation
L'organisation participe aux événements organisés par l'AKEL et manifeste chaque année les 15 et 20 juillet pour commémorer son opposition au coup d'État chypriote de 1974 et à l' invasion turque de Chypre . L'EDON participe aux principaux congrès de l'AKEL, qui se tiennent tous les cinq ans et auxquelles participent des milliers de sympathisants. Elle organise également ses propres congrès
En juin 2020, dans le cadre des manifestations mondiales contre les brutalités policières racistes aux États-Unis, environ 250 membres d'EDON ont manifesté pacifiquement devant l'ambassade américaine à Nicosie.